# Eugene Aserinsky
Eugene Aserinsky (Brooklyn, 1921. május 6. – Carlsbad, 1998. július 22.) az alváskutatás úttörője 1953-ban a Chicagói Egyetem végzős hallgatója volt, amikor felfedezte a REM-alvást.

## Életpályája
Eugene Aserinsky 1921. május 6-án született, egy orosz-zsidó származású fogorvos fiaként. A felfedezést alvó alanyok szemhéjainak tanulmányozásával töltött órák után tette. Bár a jelenség kezdetben inkább Aserinsky doktorandusz társát, William C. Dementet érdekelte, mind Aserinsky, mind doktoranduszuk tanácsadója, Nathaniel Kleitman a továbbiakban kimutatták, hogy ez a „gyors szemmozgás” összefügg az álmodással és az agyi aktivitás általános növekedésével. 
Aserinsky és Kleitman úttörő szerepet játszottak olyan eljárások kidolgozásában, amelyeket ma már önkéntesek ezreivel alkalmaznak az elektroenkefalográf segítségével. 
E felfedezések miatt Aserinsky és Kleitman általában a modern alváskutatás megalapítóinak számítanak.
Később a kaliforniai Escondidoban élt, és 77-évesen, 1998. július 22-én halt meg, amikor autója San Diegotól északra egy fának ütközött. A boncolás nem volt egyértelmű a baleset okát illetően, de felvetette annak lehetőségét, hogy a baleset oka az volt, hogy elaludt a volánnál.

## Fordítás
- Ez a szócikk részben vagy egészben  az   Eugene Aserinsky című angol Wikipédia-szócikk fordításán alapul.  Az eredeti cikk szerkesztőit annak laptörténete sorolja fel. Ez a jelzés csupán a megfogalmazás eredetét és a szerzői jogokat jelzi, nem szolgál a cikkben szereplő információk forrásmegjelöléseként.